# Lo studente (film 2017)
Lo studente è un film del 2017 diretto da Steven R. Monroe.

## Trama
Dopo aver fatto condannare un uomo ingiustamente, Abigail Grandacre inizia il suo nuovo lavoro di insegnante presso la facoltà di giurisprudenza con un ritrovato impegno per l'etica. Tra i suoi allievi c'è Vance Van Sickle, uno studente ambizioso che farebbe qualsiasi cosa per ottenere buoni voti. Quando 
Abigail lo accusa di condotta accademica disonesta, il ragazzo mostra un lato vendicativo e intimidatorio che costringerà la donna a dover far qualcosa per mettere al sicuro la propria vita.